# 살바이러스제
살바이러스제 또는 바이러스살균제(virucide) 또는 바이러스박멸제(viricide)는 바이러스를 비활성화하거나 파괴하는 물리적 또는 화학적 작용제이다. 이 물질은 바이러스를 박멸할 뿐만 아니라 살균, 살진균, 살포자(sporicidal) 또는 살결핵균(tuberculocidal)일 수도 있다.

## 같이 보기
- 항바이러스제
- 살균제